# Buddy Rice

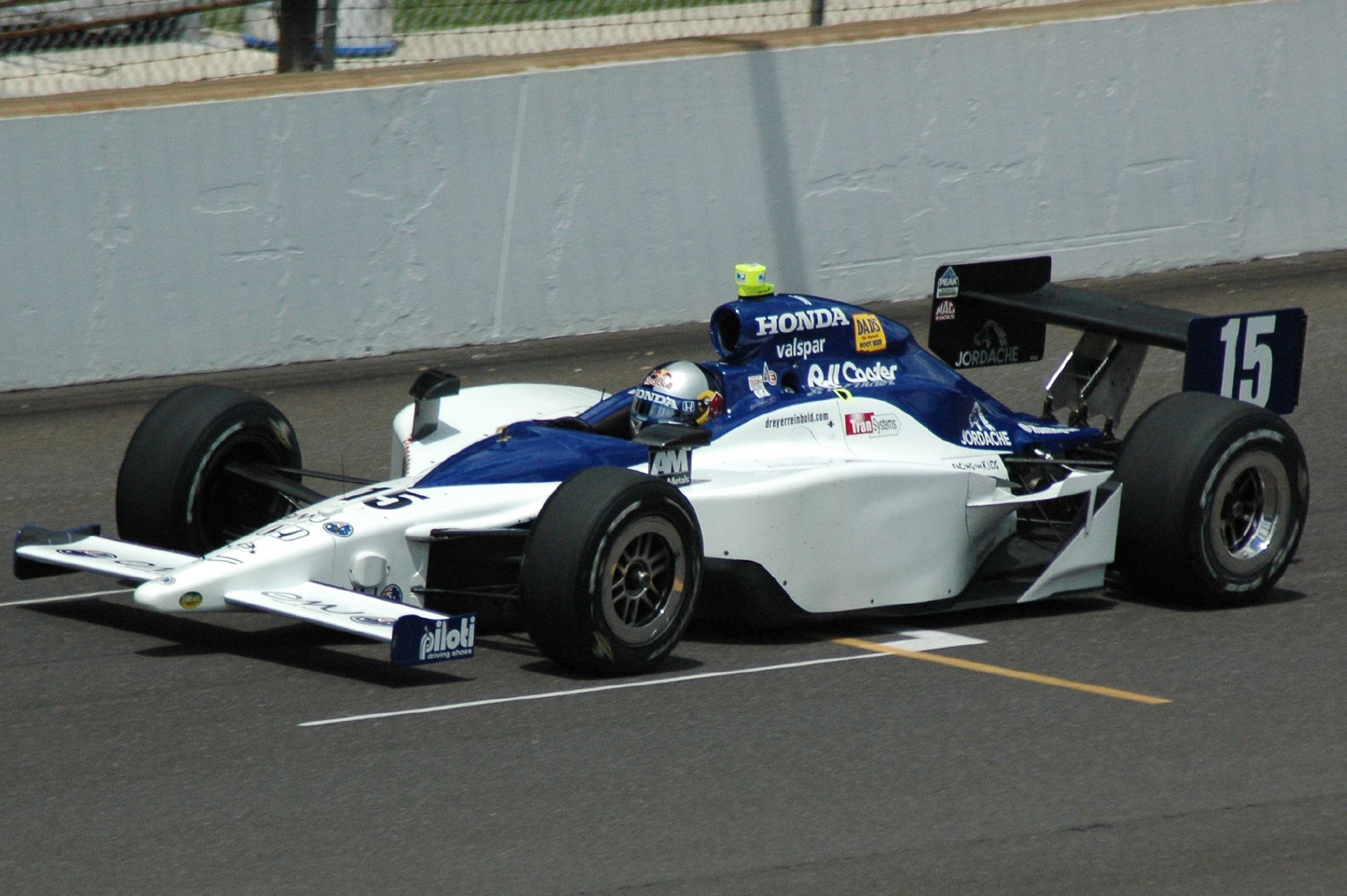
Rice in 2008

Buddy Rice (Phoenix (Arizona), 31 januari 1976) is een Amerikaans autocoureur. Hij won de Indianapolis 500 in 2004.

## Biografie
Rice werd geboren in Phoenix, Arizona. Hij heeft drie zussen en is gehuwd met Michelle. Ze hebben samen een dochter en resideren in Phoenix.

## Carrière

### Autosport
Rice reed voor zijn overstap naar de Indy Racing League onder meer in het Atlantic Championship, dat hij in het jaar 2000 won.

### Indy Racing League
In 2002 begon zijn carrière in het Indy Racing League kampioenschap. Hij reed de laatste vijf wedstrijden van het seizoen voor het team van Eddie Cheever, met als beste resultaat een tweede plaats in zijn allereerste race, op het circuit van Michigan. In 2003 bleef hij bij hetzelfde team, maar de goede resultaten bleven uit (hij werd drie keer negende) en werd voor de laatste drie races vervangen door Alex Barron.
In 2004 verhuisde hij naar het Rahal Letterman Racing team. Hij won de Indianapolis 500 race, die ingekort werd van 200 naar 180 ronden wegens het slechte weer. Later dat jaar won hij nog de races in Kansas en Michigan en werd derde in de eindstand van het kampioenschap.
Ook in de jaren 2005 en 2006 bleef hij bij het Rahal Letterman Racing team, maar verdere overwinningen bleven uit. In 2007 verhuisde hij naar het Dreyer & Reinbold Racing team, maar ook daar bleven de grote successen uit. Hij haalde dat jaar en het jaar erop geen enkele podiumplaats. In 2011 maakte Rice zijn rentree in de IndyCar Series om de Indianapolis 500 te gaan rijden voor Panther Racing. Op 8 september 2011 werd ook bekend dat Rice de laatste twee races van het IndyCar kampioenschap in Kentucky en Las Vegas zal gaan rijden, opnieuw voor Panther Racing. Rice zou ook kans maken op een fulltime zitje bij Panther Racing voor 2012.

### Andere races
Rice reed tijdens het A1GP seizoen van 2007/2008 twee raceweekends en vier races voor het Amerikaans A1GP team. Zijn beste resultaat was een dertiende plaats tijdens de hoofdrace op het circuit van Zandvoort.
Op 25 januari 2009 won Rice, samen met teamgenoten David Donohue, Antonio García en Darren Law de uithoudingsrace 24 uur van Daytona.

### Resultaten
IndyCar Series resultaten (aantal gereden races, aantal maal in de top 5 van een race, eindpositie kampioenschap en punten)
| Jaar | Races | 1ste | 2de | 3de | 4de | 5de | Rang | Ptn |
| ---- | ----- | ---- | --- | --- | --- | --- | ---- | --- |
| 2002 | 5     | -    | 1   | -   | 1   | -   | 22   | 140 |
| 2003 | 13    | -    | -   | -   | -   | -   | 16   | 229 |
| 2004 | 16    | 3    | 2   | -   | 1   | 1   | 3    | 485 |
| 2005 | 16    | -    | 1   | 1   | -   | -   | 15   | 295 |
| 2006 | 13    | -    | -   | -   | 1   | 1   | 15   | 234 |
| 2007 | 17    | -    | -   | -   | 1   | 2   | 9    | 360 |
| 2008 | 17    | -    | -   | -   | 1   | -   | 16   | 306 |
| 2011 | 2     | -    | -   | -   | -   | -   | 34   | 42  |

### Resultaten Indianapolis 500
| Jaar | Chassis | Motor     | Start            | Finish           | Team                     |
| ---- | ------- | --------- | ---------------- | ---------------- | ------------------------ |
| 2003 | Dallara | Chevrolet | 19               | 11               | Cheever Racing           |
| 2004 | G-Force | Honda     | 1                | 1                | Rahal Letterman Racing   |
| 2005 | Panoz   | Honda     | Trainingsongeluk | Trainingsongeluk | Rahal Letterman Racing   |
| 2006 | Panoz   | Honda     | 14               | 26               | Rahal Letterman Racing   |
| 2007 | Dallara | Honda     | 16               | 25               | Dreyer & Reinbold Racing |
| 2008 | Dallara | Honda     | 17               | 8                | Dreyer & Reinbold Racing |
| 2011 | Dallara | Honda     | 7                | 18               | Panther Racing           |